# Charles Allard
Pour les articles homonymes, voir Allard.
Charles Allard, né à Tournai le 6 avril 1860 et mort à Bruxelles le 7 février 1921 , est un peintre et lithographe belge. Il est le père du peintre Fernand Allard l'Olivier et de l'architecte James Allard.

## Biographie

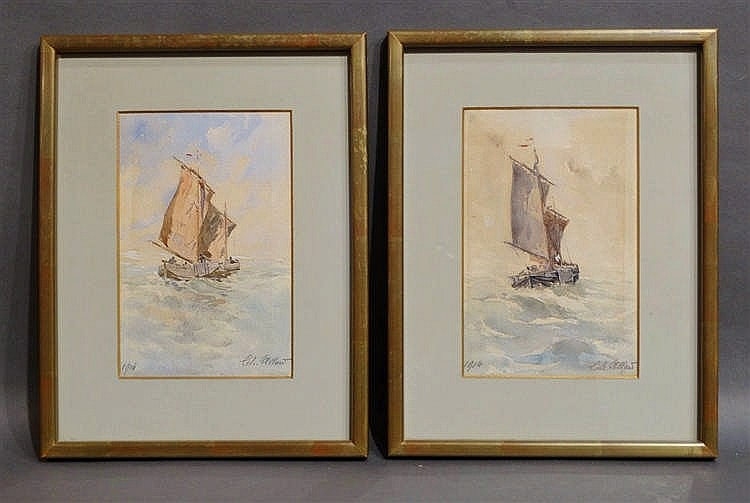
2 aquarelles de Charles Allard (1914).

Charles Allard est le fils d'Octavie Vasseur, dont les frères Adolphe, Auguste et Charles, possédaient à Tournai l'imprimerie et atelier de lithographie Vasseur-frères fondé en 1845. Avec Charles Vasseur, il reprend l'entreprise qu'ils rebaptisent Allard-Vasseur.
Il est par ailleurs élève de Léonce Legendre à l'Académie des beaux-arts de Tournai où il va ensuite enseigner de 1884 à 1920. C'est un bon aquarelliste qui a représenté des coins de Tournai et de sa région. Certaines de ses œuvres sont au musée des beaux-arts de Tournai.
Il est membre fondateur du Cercle artistique de Tournai.